# Cosplay

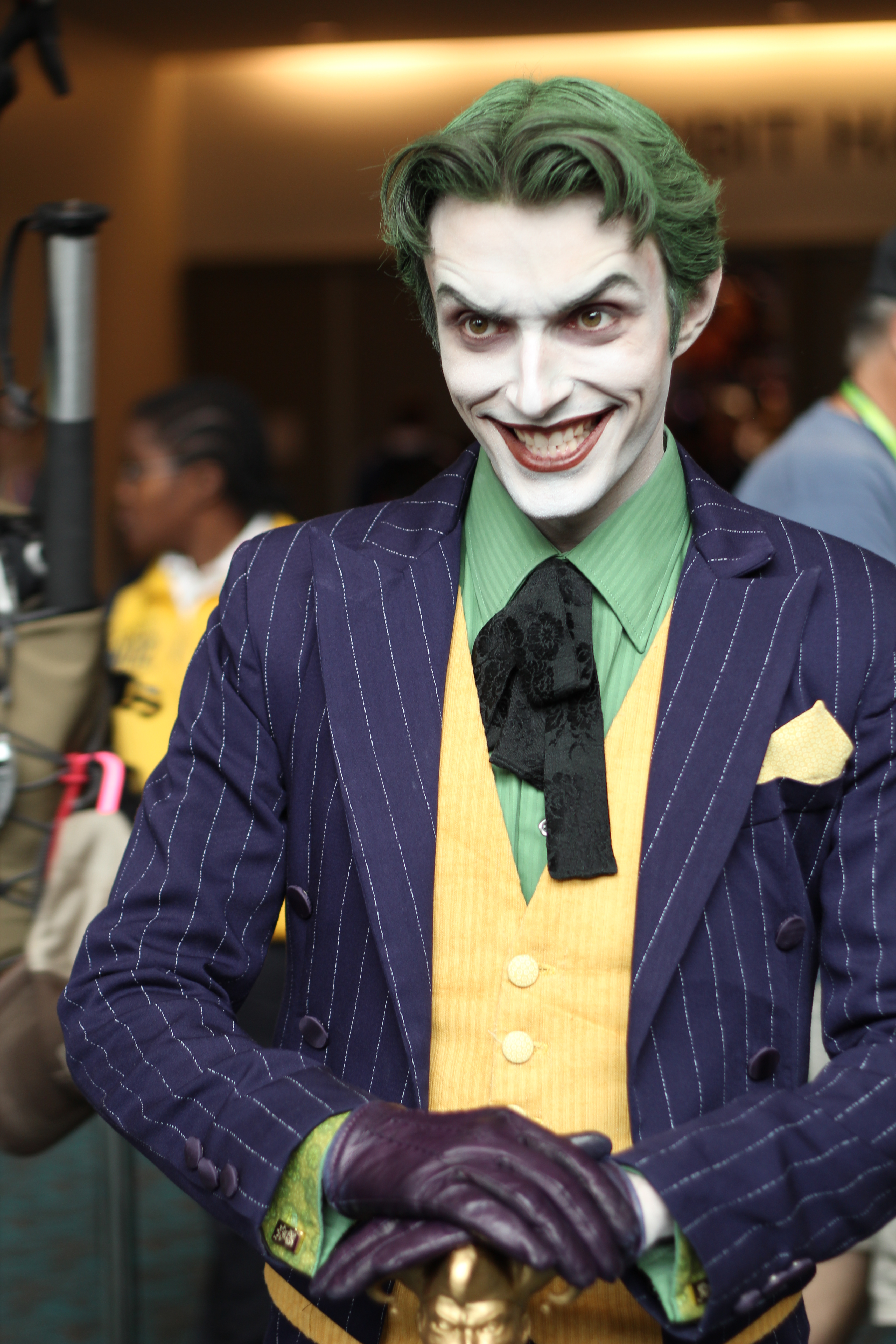
Anthony Misiano jako Joker

Cosplay (japonsky コスプレ, v přepisu kosupure) je zkratka z anglických slov „costume play“, což v překladu znamená kostýmová hra. Cosplay je tedy nejen kostým, ale i herecký výkon. Jako cosplay označujeme kostým, v němž se daný člověk snaží vypadat jako nějaká postava, ať už z fantasy nebo sci-fi obecně. Hodně rozšířené jsou kostýmy a cosplay postav z anime, mangy nebo videoher. Takový člověk, který má kromě kostýmu propracovaný i charakter postavy, může být nazýván cosplayer.
Vytváření cosplay nezahrnuje pouze napodobování účesu, líčení a obvyklého oblečení postavy, ale často i chování, zvyků nebo třeba používání jejích oblíbených slov či hlášek.
Ačkoliv hlavní trend vytváření cosplay pochází původně z Japonska, postupně se rozšířil po celém světě.

## Charakteristika cosplay
Kostýmy cosplay  se značně liší, od velmi jednoduchého tematického oblečení až po velice detailně vyrobené kostýmy. Cosplay je obecně považován za odlišný od stylu halloweenských kostýmů. Cílem je totiž napodobit určitý charakter, nikoliv jen odrážet kulturu a symboliku určité akce. Cosplayeři se snaží v kostýmech napodobit chování, pohyb a řeč postavy, za kterou aktuálně vystupují. Cosplay může vycházet z filmů, seriálů, knihy, komiksu, her, hudební kapely, anime nebo mangy. Někteří cosplayeři se snaží vybrat si charakter a vlastnoručně jej přepracovat do různých stylů.

### Kostýmy

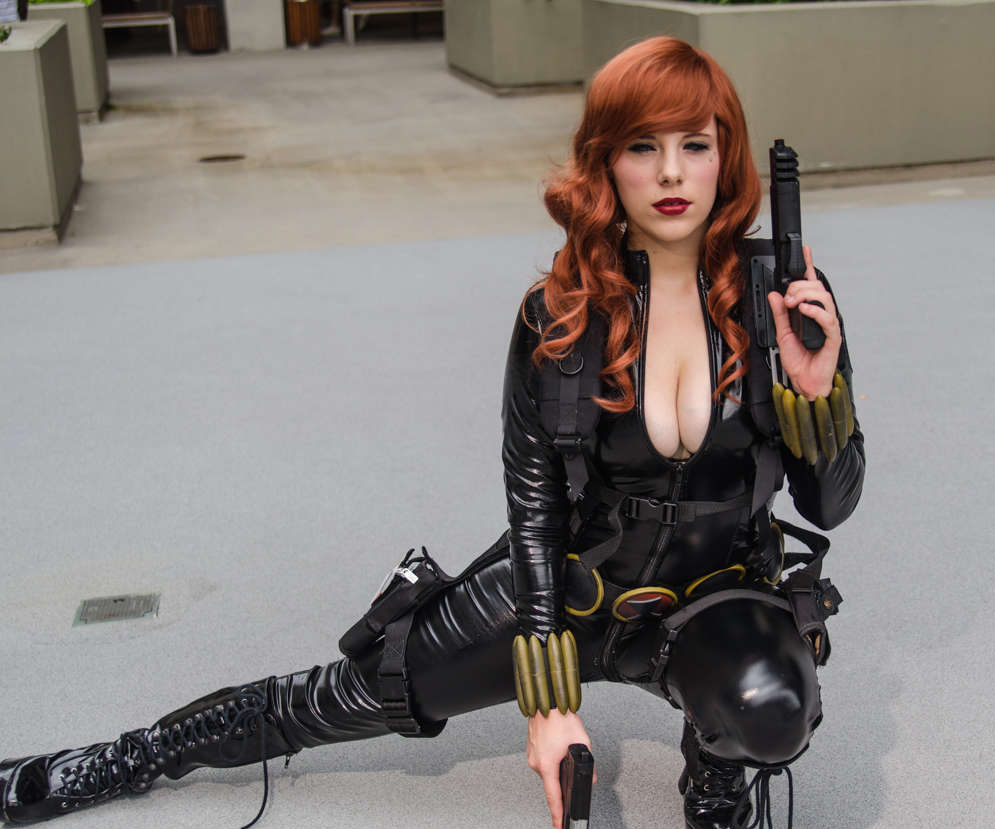
Cosplay Black Widow

Výrobci vyrábějí a prodávají balené oblečení pro použití cosplay v různé kvalitě. Tyto kostýmy jsou často prodávány on-line, ale je možné je i zakoupit u prodejců na akcích. Japonští výrobci cosplay dosáhli v roce 2008 cca 35 miliard jenů zisku. Řada jednotlivců pracuje na zakázku a vytváří kostýmy, rekvizity či paruky dle zákazníkových požadavků a na inzerci jejich výrobků jsou založeny některé weby. Cosplayeři, kteří si kostým raději vyrábí sami, mohou být zákazníky nakupujícími jednotlivými prvky, jako jsou nestylované paruky, barvy na vlasy, látky, tekutý latex, lak, boty, šperky, zbraně a další.
Většina cosplayerů průběh vzniku kostýmu fotografuje. Při jeho vytváření tráví mnoho času nad detaily, aby dokázali svou zručnost, protože některé postavy mají zbraně a jiné příslušenství, které je velmi těžké napodobit. Proto například zakoupí běžnou věc (hračku, boty…), kterou pak předělají podle vlastních potřeb. Vzhledem k tomu, že některé detaily a materiály lze obtížné replikovat, cosplayeři se často musí učit nové postupy při používání textilií, v sochařství, použití barev na obličej, zpracovávání dřeva a mnoha dalších materiálů, které případně pro své účely potřebují.
Aby se ještě více podobali postavě, kterou napodobují, nosí cosplayeři jako součást kostýmu paruky. Ty jsou nezbytné zejména u anime, mangy a herních postav, které mají velmi často nepřirozené barvy a styly účesů. Proto se používají barevné spreje na vlasy a extrémní stylingové produkty.
Kontaktní čočky doplňují zejména postavy s unikátníma očima. Cosplayeři také používají dočasné tetování a barvy na tělo.

## Zastoupení v Česku
V České republice není komunita cosplayerů tak velká, zaznamenává ale úspěchy např. na přehlídce EuroCosplay. Česká komunita se člení na cosplayery filmů, počítačových her, japonské animované tvorby nebo zaměřující se především na fantasy. Mezi nejznámější české cosplayery se řadí Roman Pivec, Alžběta Trojanová, která vystupovala jako Geralt ze hry Zaklínač na Pax Prime 2015, GrumpyCait či Madlenka Moozová známá jako Germia, která vyhrála EuroCosplay 2016 v Londýně. Mezi další významné cosplayery, kteří se zasadili o vývoj české scény patří například (Baty Alquawen, Tawii, Sho Cold Prince, Arisu & Ayaku, Mary & Feinobi cosplay, Kuromaru nebo Juriet a mnozí další).
Nejznámější české soutěže cosplayerů probíhají na festivalech Advik, Animefest, Akicon, Natsucon nebo LanCraft. Odměny za vítězství v takové soutěži se pohybují v řádech tisíců korun. Z Animefestu probíhá kvalifikace na Eurocosplay.

## Galerie cosplay

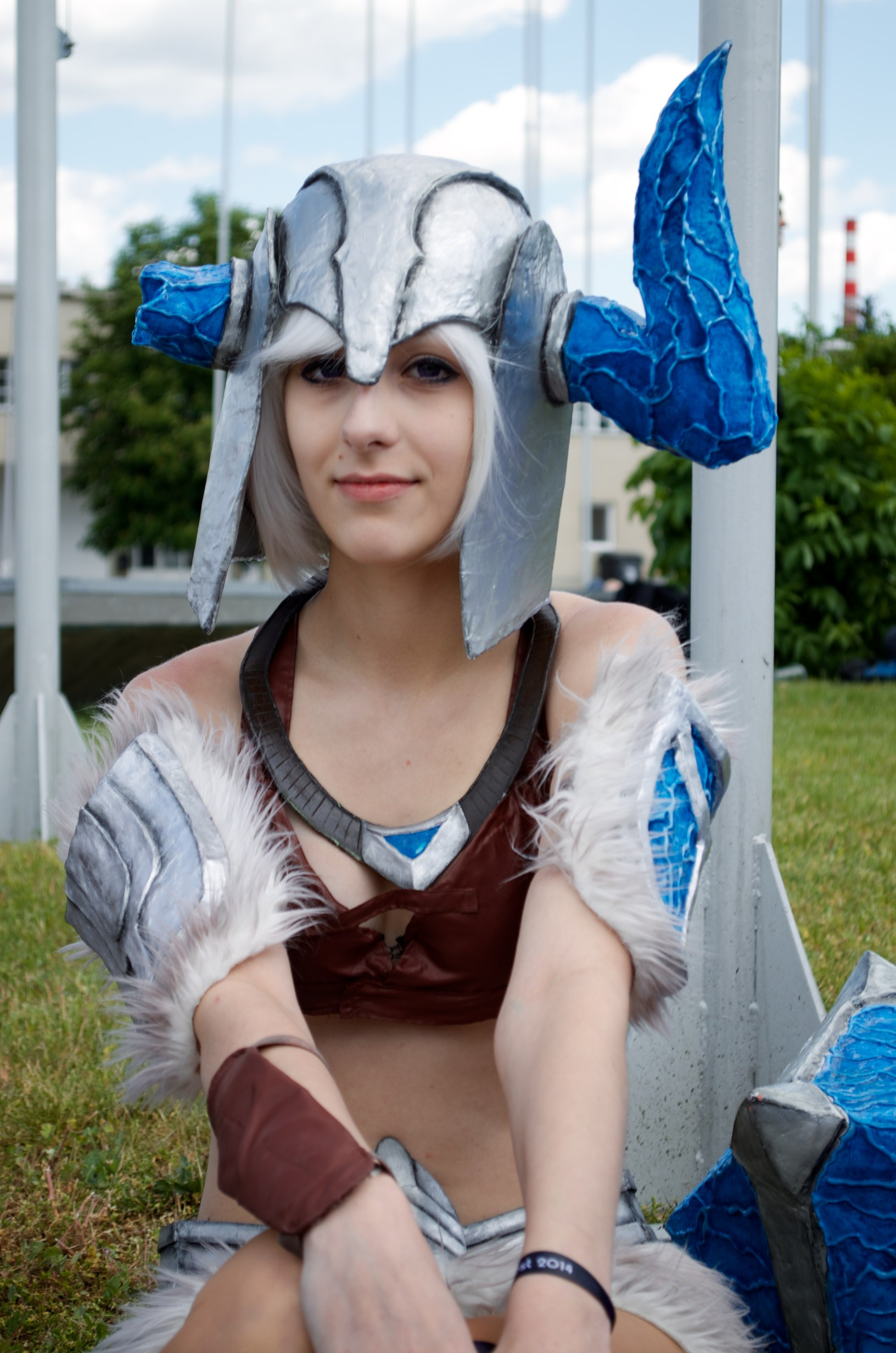
Sejuani z League of Legends na Animefestu v Brně
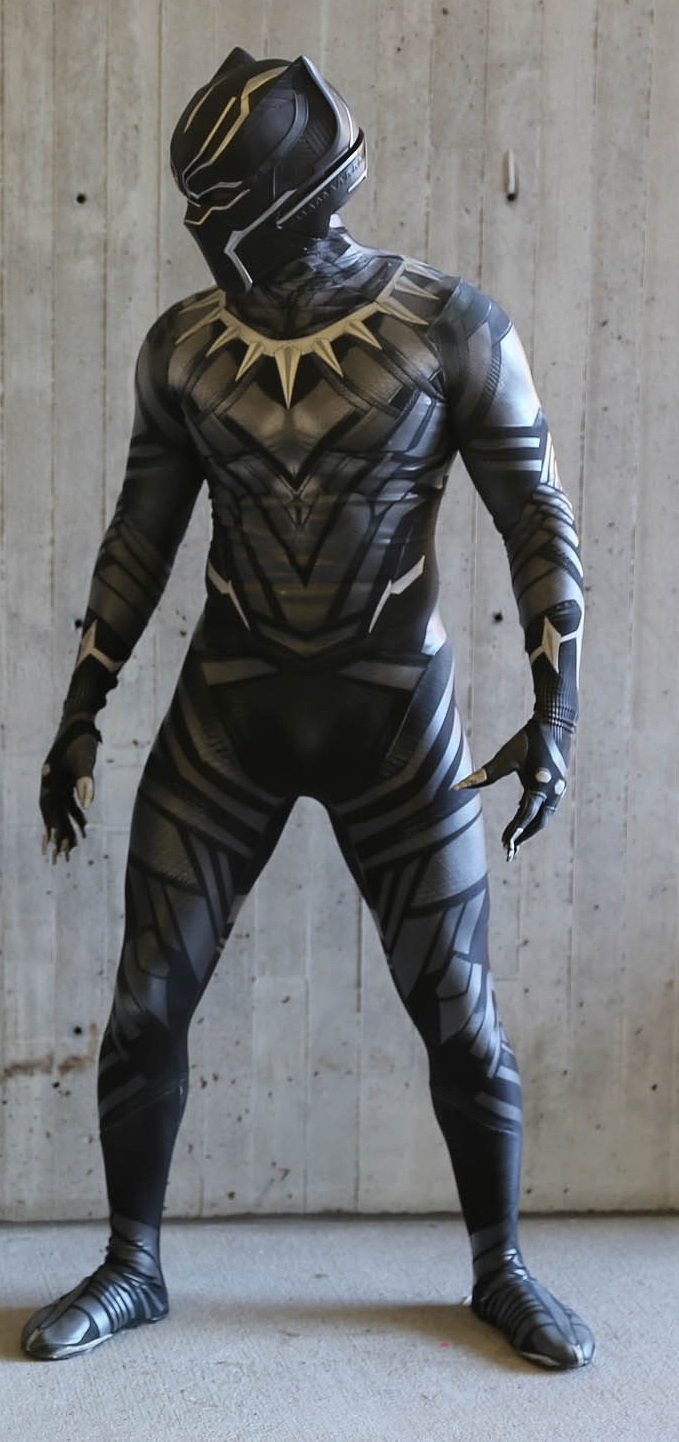
Black Panther
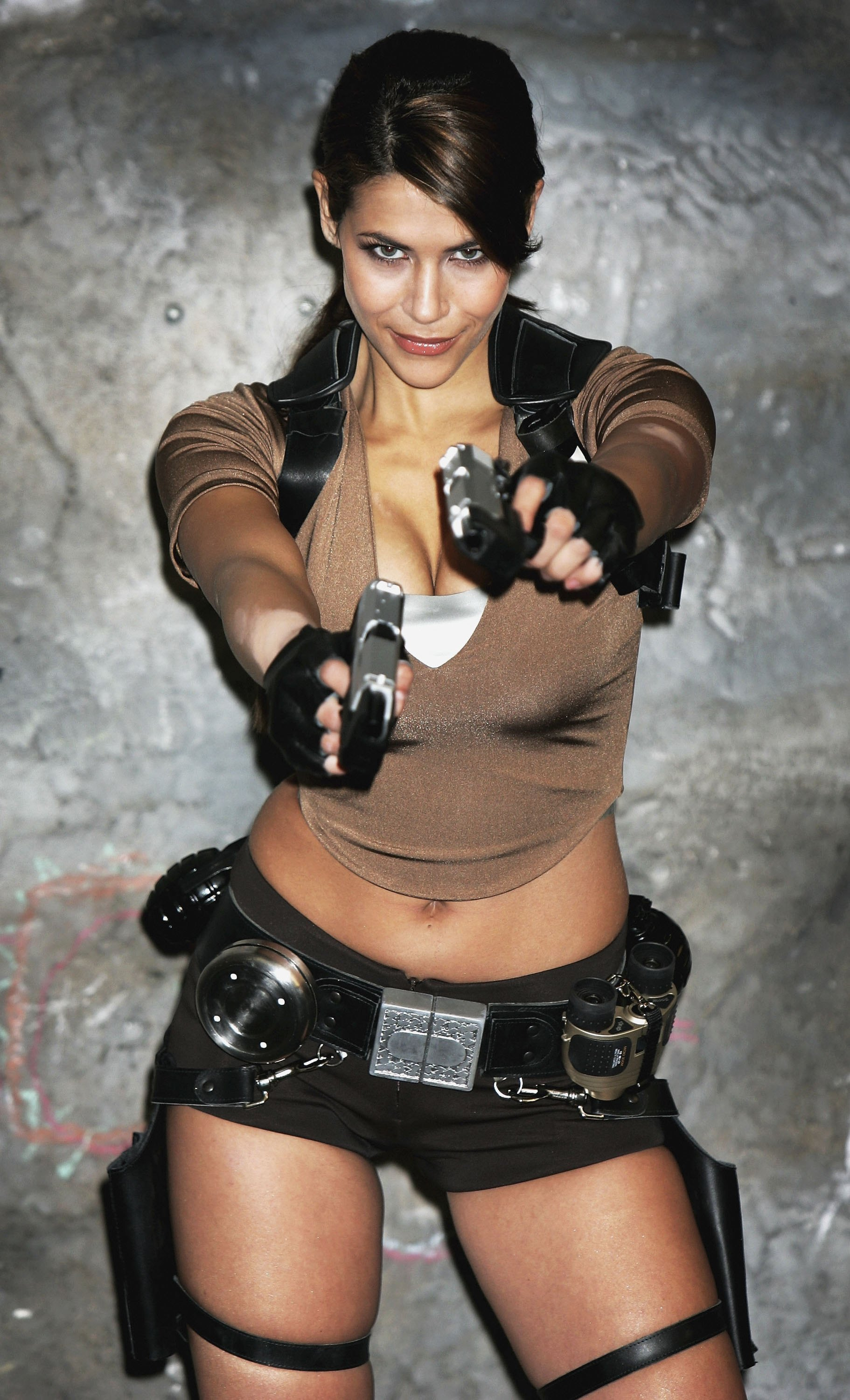
Lara Croft
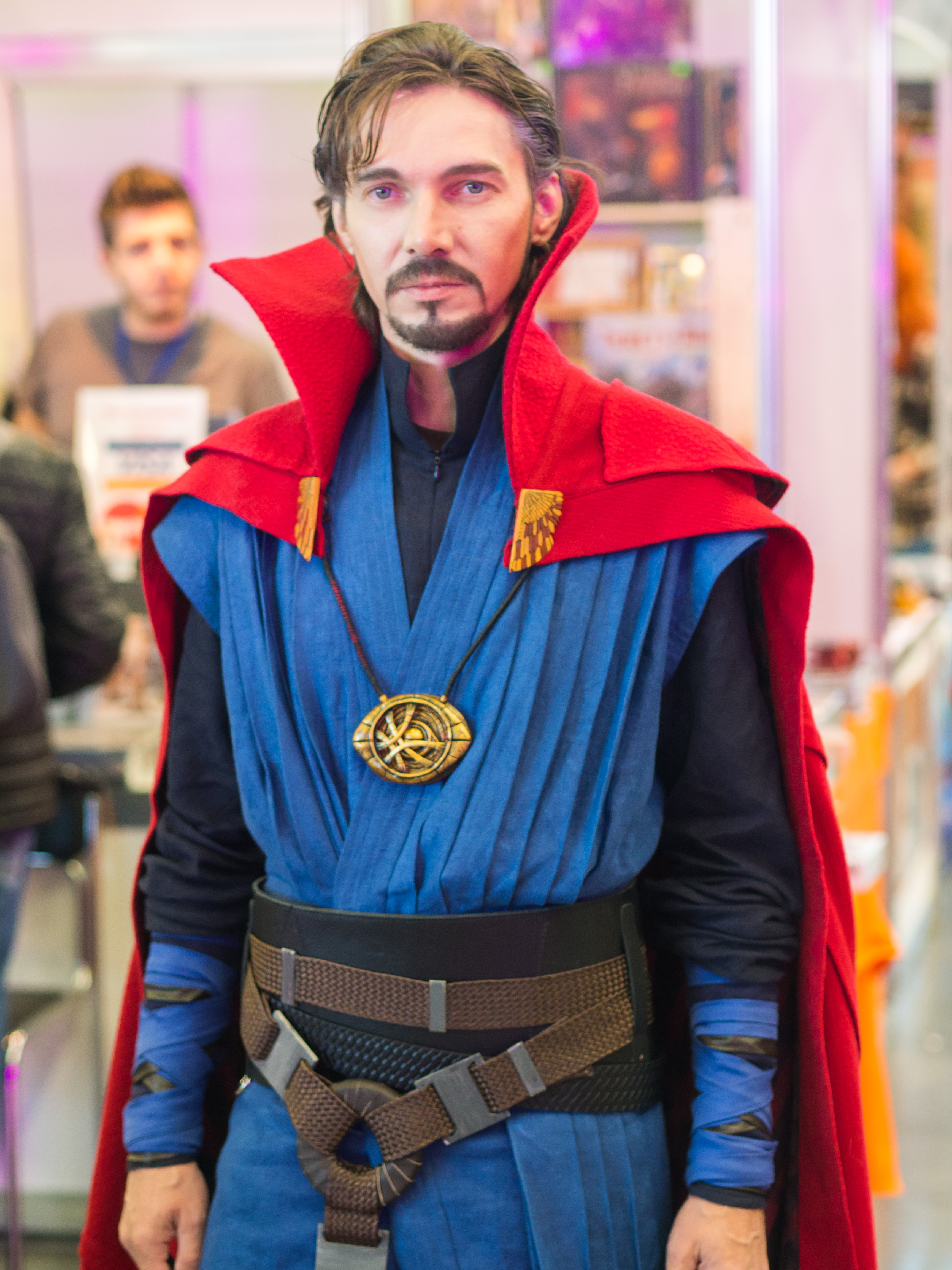
Doctor Strange
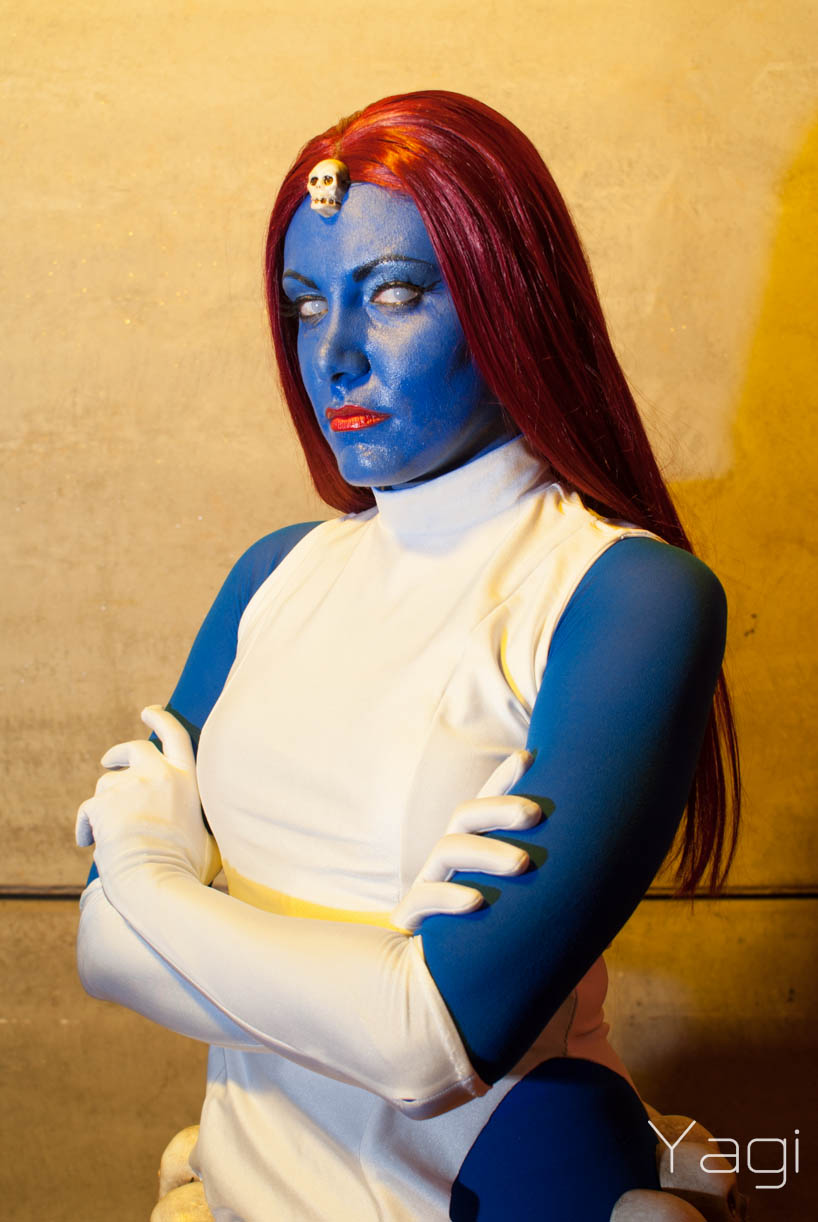
Mystique
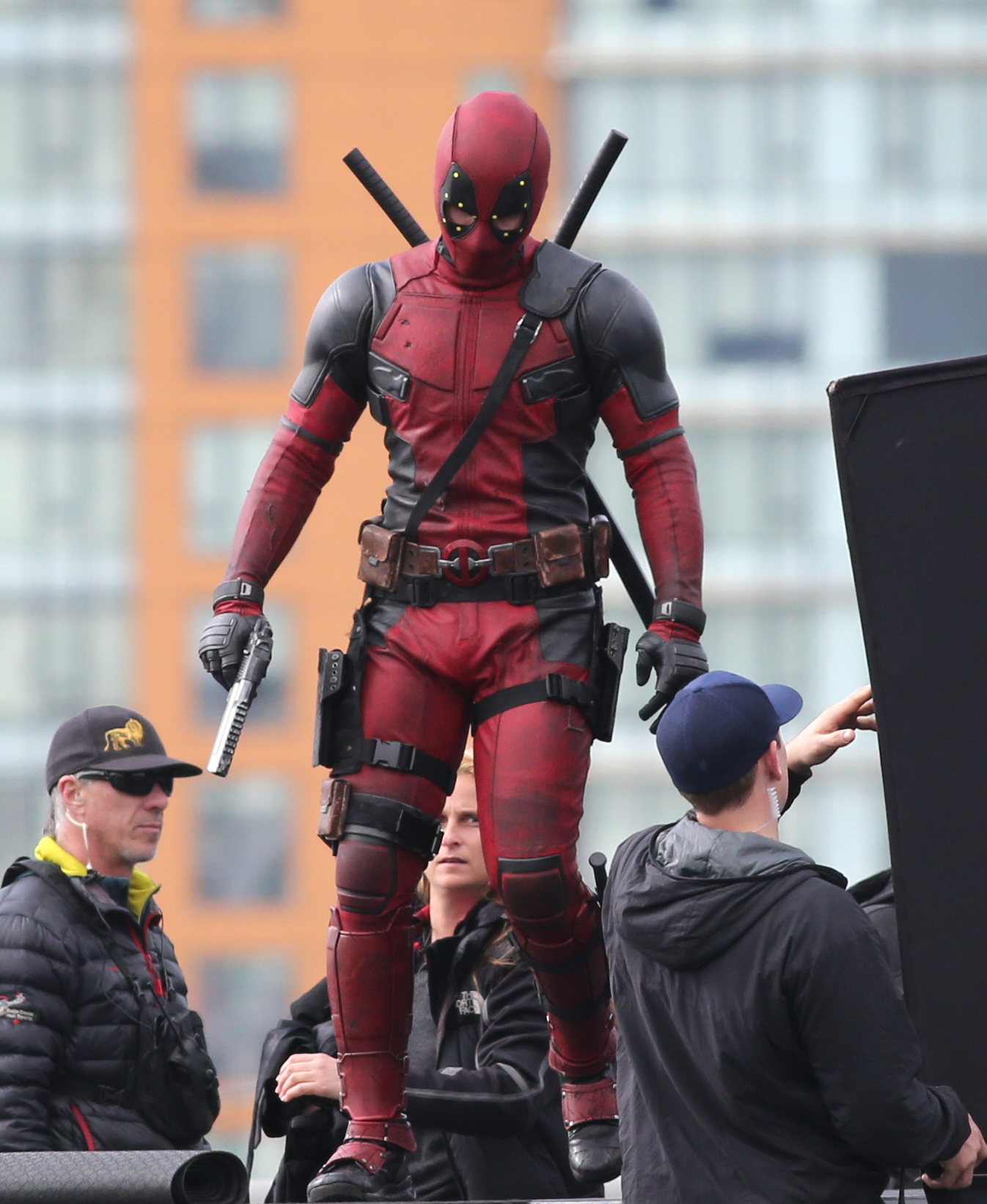
Deadpool